# Montbrun-Bocage
Montbrun-Bocage (okzitanisch Montbrun del Boscatge) ist eine französische Gemeinde mit 581 Einwohnern (Stand 1. Januar 2022) im Département Haute-Garonne in der Region Okzitanien (vor 2016 Midi-Pyrénées). Sie gehört zum Arrondissement Muret und zum Kanton Auterive. Die Einwohner werden Montbrunais genannt.

## Geografie
Montbrun-Bocage liegt an der Grenze zum Département Ariège, 70 Kilometer südsüdwestlich von Toulouse. Umgeben wird Montbrun-Bocage von den Nachbargemeinden Fornex und La Bastide-de-Besplas im Norden, Daumazan-sur-Arize im Nordosten, Campagne-sur-Arize im Osten, Montfa im Osten und Südosten, Camarade im Südosten, Mauvezin-de-Sainte-Croix im Süden, Mérigon im Südwesten, Sainte-Croix-Volvestre im Westen sowie Montesquieu-Volvestre im Westen und Nordwesten.

## Bevölkerungsentwicklung
| Jahr                       | 1962 | 1968 | 1975 | 1982 | 1990 | 1999 | 2006 | 2013 | 2020 |
| Einwohner                  | 534  | 454  | 386  | 356  | 336  | 373  | 426  | 491  | 506  |
| Quellen: Cassini und INSEE |      |      |      |      |      |      |      |      |      |

## Sehenswürdigkeiten
- Kirche Saint-Jean aus dem 15. Jahrhundert, Monument historique seit 1980
- Kapelle von Montaut
- Burg Montbrun aus dem 13. Jahrhundert

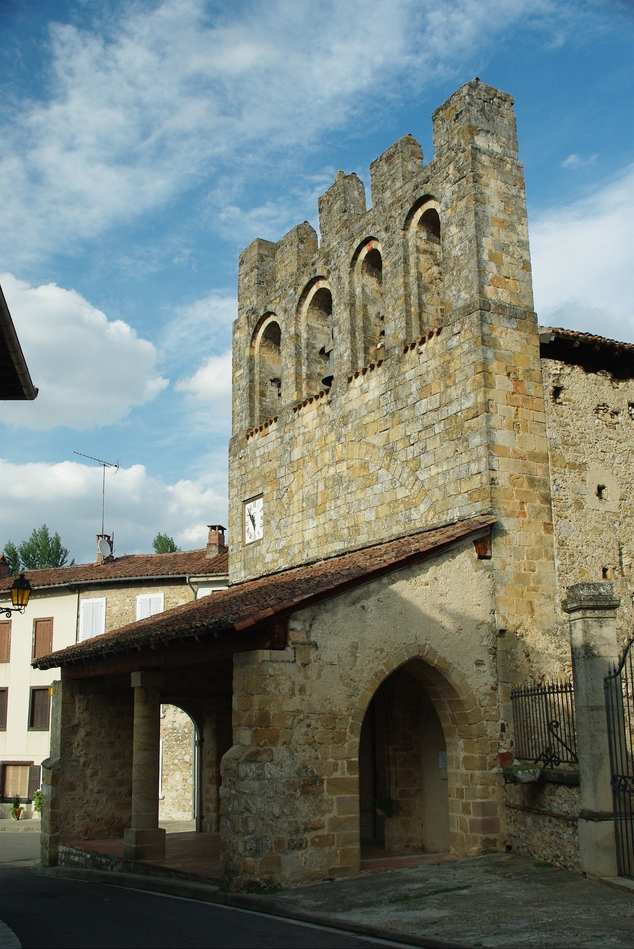
Kirche Saint-Jean
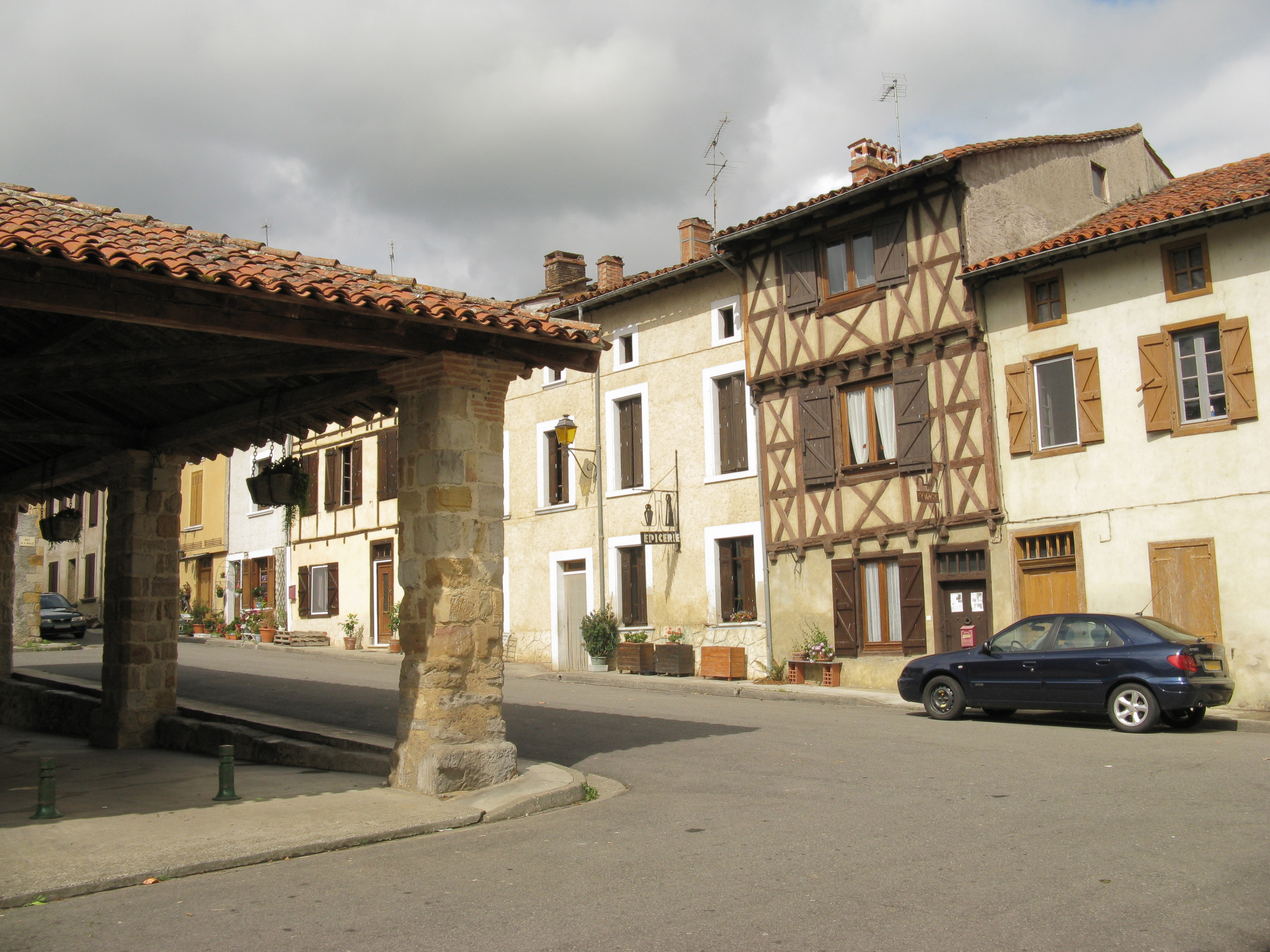
Marktplatz